# Urbanização excludente

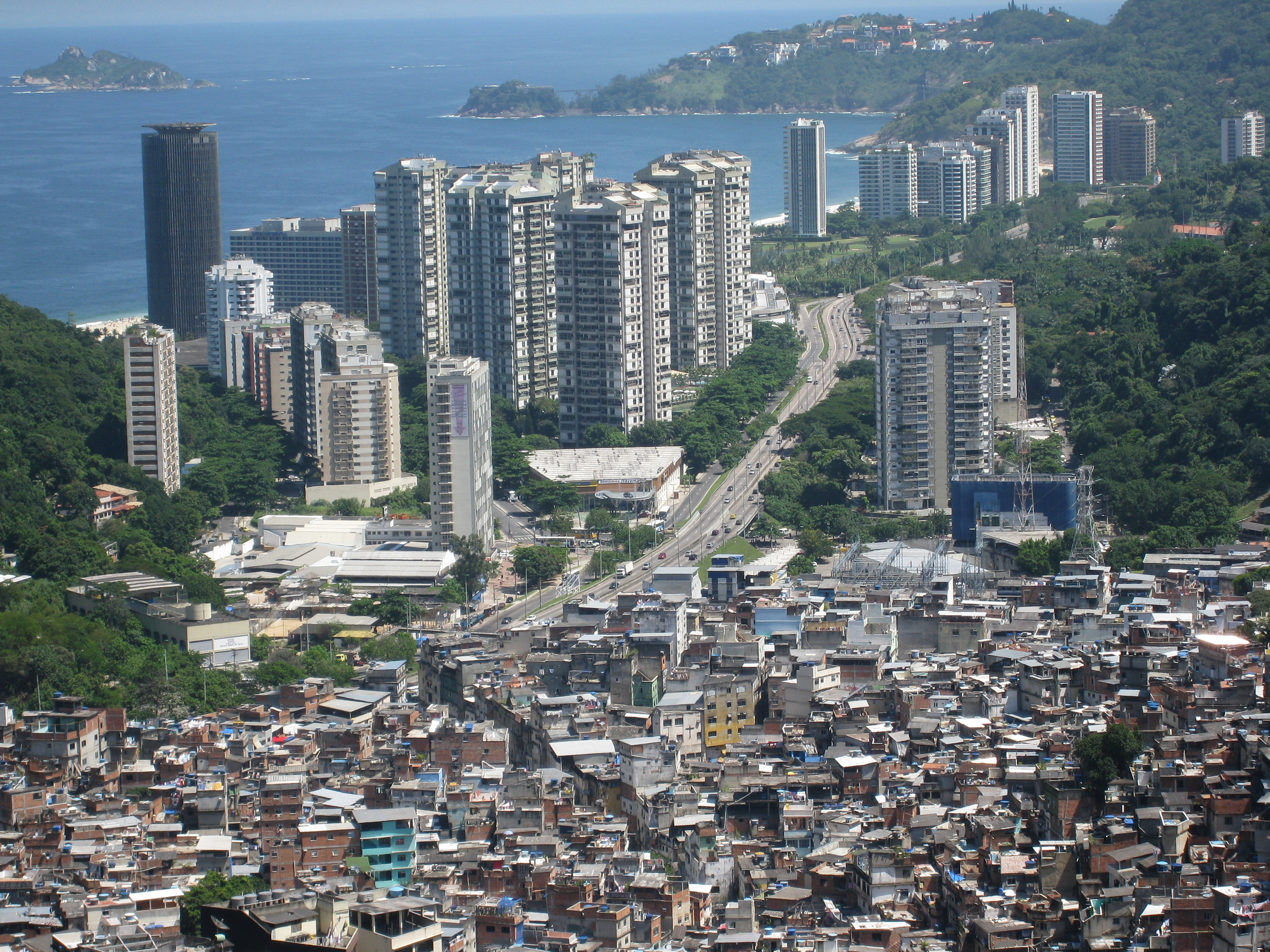
Favela da Rocinha, a maior favela do Brasil, em contraste com os edifícios de São Conrado, no Rio de Janeiro.

Urbanização excludente é um fenômeno social e conceito geopolítico que tenta explicar a desigualdade no acesso aos direitos sociais somados à pobreza da população urbana periférica.
Urbanização excludente é quando boa parte da população de uma localidade não teve acesso a moradias adequadas e nem mesmo aos serviços urbanos mais essenciais, como saneamento básico, segurança e coleta de resíduos.
A consequência desta urbanização é a crescente segregação socioespacial no meio urbano. Desse modo, apresentam-se de áreas dotadas de ampla infraestrutura e melhor qualidade de vida, contrastando com bairros ou imensas áreas periféricas muito carentes.
A explicação para esse fenômeno reside nas características da urbanização que aconteceu em praticamente toda a América Latina. O crescimento das atividades urbanas, sobretudo na indústria, em vários países latino-americanos, gerou postos de trabalho em menor proporção que o aumento da população nas cidades. Como consequência,um imenso contingente de trabalhadores passou a engrossar o chamado setor informal da economia, exercendo atividades sem vínculo empregatício e recebendo baixa remuneração.